# Dysstroma incolorata
Dysstroma incolorata är en fjärilsart som beskrevs av Heydemann 1929. Dysstroma incolorata ingår i släktet Dysstroma och familjen mätare. Inga underarter finns listade i Catalogue of Life.